# Магазин братьев Куражёвых
Магазин братьев Куражёвых — историческое здание города Иваново, расположенное по адресу проспект Ленина, 5. Построен ивановским архитектором А. Ф. Снуриловым в 1912 году в стиле модерн с элементами неорусского стиля и неоготики по заказу иваново-вознесенских купцов, братьев Куражёвых. Уникальное сооружение подобного сочетания стилей в Иваново.
Точное предназначение здания в советский период неизвестно. В настоящее время в здании расположен книжный магазин.

## Предыстория
Вплоть до революции, Куражёвы были одной из самых влиятельных и известных старообрядческих фамилий Иваново-Вознесенска. Родоначальник этой семьи, крестьянин Андрей Иванович Куражёв (1806—1868) приехал в 1852 году из деревни Тарусино Ярославской губернии. Он купил дом на окраине Вознесенской слободы и занялся изготовлением и продажей пряников. За 16 лет ему удалось накопить немалый капитал, унаследованный его старшим внуком Виктором (1852—1888), который в 1867 году совместно с купцом А. А. Лаврентьевым организовал торговлю мукой и хлебопекарными изделиями. В 1888 году Виктор Иванович умер, а его братья Николай и Василий учредили торговый дом «Братья Куражёвы и Лаврентьев». Это предприятие просуществовало три года, после чего А. А. Лаврентьев вышел из членов торгового дома, и тот окончательно оказался в руках Н. И. и В. И. Куражёвых. Предприятие занялось оптовой торговлей мучными, бакалейными, масляными и рыбными товарами.
До 1901 года торговля Куражёвых помещалась в городских рядах, а затем была переведена в их собственный, купленный ещё в 1882 году дом, сохранивший отделку периода эклектики. С конца XIX в. братья Куражёвы сосредоточили в своих руках большую часть хлебной и бакалейной торговли в городе, за счёт их труда и энергии предприятие было доведено до крупных размеров. В 1913 году в Кинешме ими была открыта паровая мельница под названием «Кинешемское мукомольное товарищество» для размола ржи на все сорта муки. За свои нововведения братья Куражёвы получили благодарственный адрес от торговцев, а на выставках в Неаполе и Париже — золотые медали.
Разбогатев, Куражёвы стали вкладывать средства в строительство зданий в центре Иваново-Вознесенска, которые можно было сдать в аренду и получать доход. Купив у Н. Г. Бегена пустующий участок земли напротив своего дома, они заказали архитектору А. Ф. Снурилову двухэтажное здания, которое и было выстроено в 1912 году. Первый этаж был сдан в аренду И. И. Костинскому и А. И. Лапотникову под мануфактурную торговлю. На втором этаже в 1916 году открылся банк «Иваново-Вознесенского общества взаимного кредита». В этом же 1916 году Куражёвы преобразовали торговый в дом в «Товарищество на вере», поскольку в его состав вошли жёны и наследники учредителей.

## Описание
Магазин расположен в выигрышном месте на пересечении Проспекта Ленина (бывш. Георгиевская улица) и улицы Красной Армии (бывш. Рождественская ул.), прямо перед входом на многолюдную Площадь Революции (бывш. Георгиевская, затем Городская площадь), где до революции проводились служения в не сохранившихся до наших дней церквях — Рождественской и Крестовоздвиженской (см. Храмы Иваново). По бокам и в центре фасада магазина симметрично выстроены три гармонично обрамлённых водостоками ризалита, продолжающиеся за край кровили в виде прямоугольных аттиков. Расположенные в боковых ризалитах двери завершаются тянущимися вверх трапециевидными окошками в неоготическом стиле с нависающими над ними балкончиками. Большую часть пространства между ризалитами на первом, «магазинном» этаже занимают большие, созданные завлекать покупателей витрины, которые противопоставлены тройным, более узким окнам второго, «банковского» этажа. Внутри, на каждом этаже расположен торговый зал с отдельным входом; также имеется подвал. Сохранилась изначальная междуэтажная лестница, в узоре её металлической решетки использован мотив волны. Над чердачными окнами каждого ризалита расположены стрельчатые, выпуклые по сторонам металлические обрамления-козырьки в неорусском стиле, дополняющие серо-бежевую палитру строения и, судя по всему, использовавшиеся владельцами-старообрядцами как реклама для привлечения патриотически настроенных сограждан. Похожие, но более мягкие, расплывчатые козырьки были использованы до этого при реконструкции Ярославского вокзала архитектором, мастером модерна и неорусского стиля Ф. О. Шехтелем в 1902-1904 гг. Интересно, что Снурилов вместе со своим наставником П. Г. Бегеном, уже работал до этого с Шехтелем при строительстве Спасской церкви Иваново-Вознесенска, взорванной большевиками в 1937 году.